# Astrodon
Astrodon is een geslacht van plantenetende sauropode dinosauriërs, behorend tot de Titanosauriformes, dat tijdens het late Krijt leefde in het gebied van het huidige Noord-Amerika.

## Vondst en naamgeving
Eind november 1858 kreeg de staatslandbouwchemicus van Maryland, Philip Thomas Tyson, twee tanden van een dinosauriër van een zekere John D. Latchford wiens werknemers ze hadden gevonden in een ijzeroergroeve nabij Swampoodle bij Muirkirk in Prince George's County. Die liet hij onderzoeken door de tandarts Christopher Johnston, docent aan het Baltimore Dental College, die een van de tanden doormidden zaagde waardoor een stervormig patroon zichtbaar werd. In 1859 benoemde Johnston een geslacht Astrodon, vanuit het Oudgrieks ἀστήρ, astèr, "ster", en ὀδών, odoon, "tand". Eerder had Johnson de naam "Astrodontaurus" overwogen. Johnston gaf geen soortaanduiding, wat in de negentiende eeuw niet ongebruikelijk was daar het geslacht als wezenlijker gezien werd dan de soort. Het was het eerste sauropodengeslacht dat in Amerika benoemd werd en het tweede dinosauriërgeslacht. In 1865 benoemde Joseph Leidy de typesoort Astrodon johnstoni.

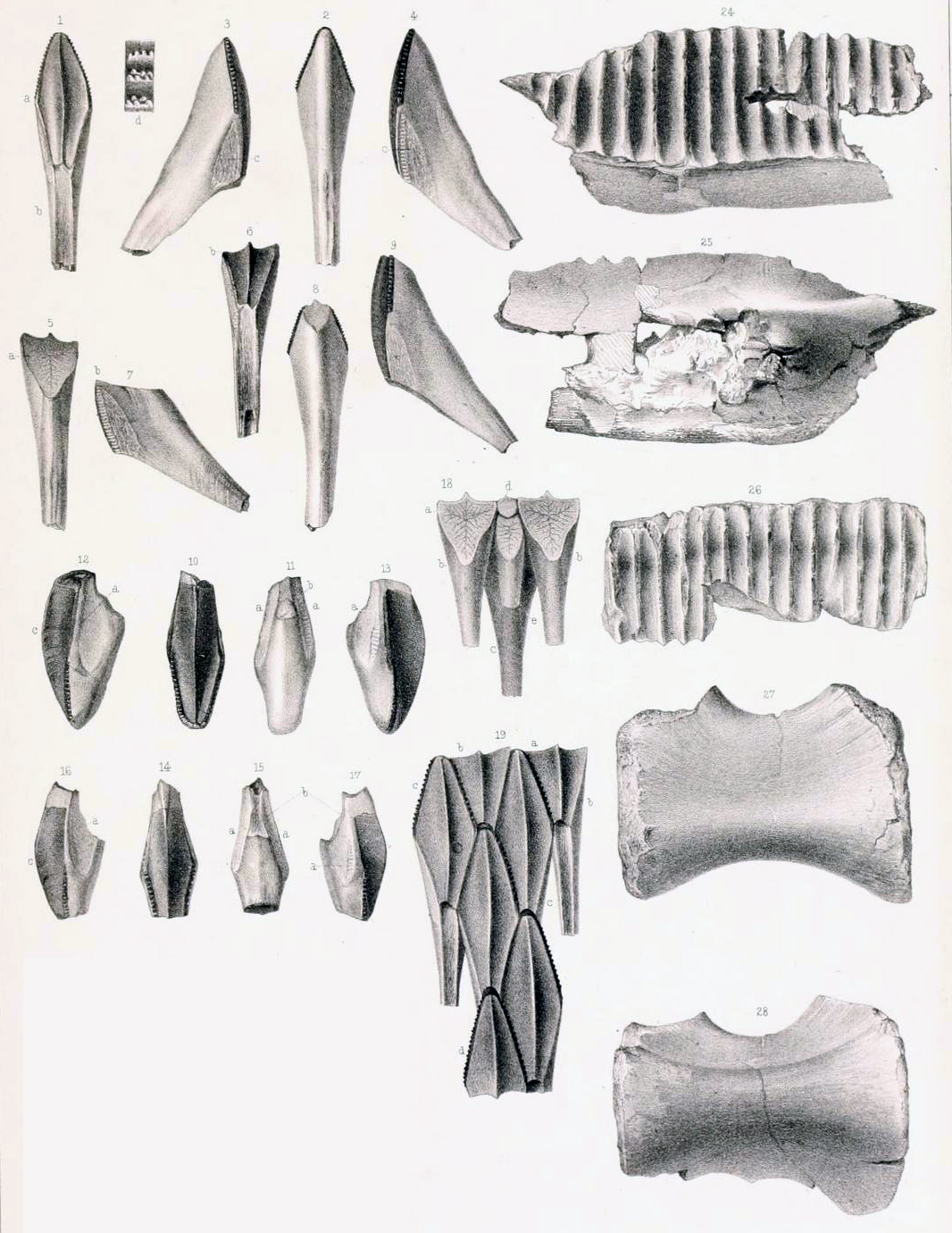
Op deze lithografie uit Leidy (1865) is linksonder in vier aanzichten het holotype van Astrodon afgebeeld

Het holotype, YPM 798, is gevonden in de Arundelformatie die dateert uit het Aptien-Albien, ongeveer 125 miljoen jaar oud. Het bestaat uit een van de tanden; het exemplaar heeft, inclusief wortel, een lengte van vijf centimeter. Johnston meldde in 1859 ten onrechte dat de tand opgegraven werd in een ijzermijn bij Bladensburg. Astrodon johnstoni werd op 1 oktober 1998 tot de officiële staatsdinosauriër van Maryland gemaakt na een initiatief daartoe van senator Arthur Dorman.
In 1903 stelde John Bell Hatcher dat een aantal fossielen die hij in 1887 in Maryland opgegraven had en die zijn toenmalige werkgever Othniel Charles Marsh in 1888 benoemd had als Pleurocoelus altus in feite aan Astrodon toebehoorden. Dat zou Pleurocoelus tot een jonger synoniem van Astrodon maken. Sommige onderzoekers aanvaarden de identiteit van beide geslachten, maar bleven wel een soortonderscheid maken. Dat leidde ertoe dat de onder Pleurocoelus benoemde soorten hernoemd werden als soorten van Astrodon. In 1936 hernoemde William Elgin Swinton Pleurocoelus valdensis Lydekker 1889 tot een Astrodon valdensis. In 1939 hernoemde Oskar Kuhn Pleurocoelus montanus Marsh 1996 in een Astrodon montanus en in 1961 hernoemde Kuhn Pleurocoelus altus in een Astrodon altus en Pleurocoelus nanus Marsh 1888 in een Astrodon nanus. Tegelijkertijd hernoemde hij Astrodon johnstoni in een Astrodonius johnstoni, waarbij hij dus voor de oorspronkelijke typesoort een nieuwe geslachtsnaam schiep. Het argument daarvoor was wat tegenstrijdig: volgens Kuhn waren zowel Astrodon Johnston 1859 als Astrodon johnstoni Leidy 1865 wegens een onvoldoende beschrijving nomina nuda geweest. Het geslacht zou pas gefixeerd zijn geworden door de toewijzing van het pleurocoelusmateriaal door Hatcher. Aangezien echter niet strikt te bewijzen viel dat de tand daar enig verband mee hield, moest die alsnog als een ander geslacht benoemd worden. De redenering faalt omdat uit het niet kunnen bewijzen van een identiteit ook volgt dat de toewijzing door Hatcher ongefundeerd was. Latere wetenschappers zouden de naam Astrodon blijven gebruiken.
In 1962 bracht student R.F. Kingham in een gepubliceerd werkstuk Brachiosaurus bij Astrodon onder als een ondergeslacht wat een Astrodon (Brachiosaurus) altithorax, Astrodon (Brachiosaurus) atalaiensis, Astrodon (Brachiosaurus) brancai en een Astrodon (Brachiosaurus) fraasi opleverde. Kingham meende verder dat Pleurocoelus altus en Pleurocoelus nanus jongere synoniemen waren van Astrodon johnstoni, maar maakte — hoewel dat hiermee tegenstrijdig was — van andere pleurocoelussoorten een tweede ondergeslacht van Astrodon waarvan een Astrodon (Pleurocoelus) montanus en een Astrodon (Pleurocoelus) valdensis het gevolg waren. Deze namen bleven slechts taxonomische curiositeiten.
In één geval werden per abuis resten van een jonge stegosauriër als een soort van Astrodon, benoemd: Astrodon pussilus gepubliceerd door Albert-Félix de Lapparent in 1957.
Aan Astrodon/Pleurocoelus is een groot aantal vondsten toegewezen, voornamelijk bestaande uit tanden en losse botten. Die waren alle van jonge dieren. Meestal werd het materiaal als brachiosauride gezien. Tot het begin van de eenentwintigste eeuw werden er drie houdingen ten opzichte van de relatie tussen Astrodon en Pleurocoelus ingenomen: of men zag beide als valide; of men dacht dat ze identiek waren en dus samenvielen onder de naam Astrodon; of men dacht dat Astrodon een nomen dubium was zodat het materiaal de naam Pleurocoelus had. In 2007 kwam Peter Rose met een vierde mogelijkheid: hij stelde dat ze beide nomina dubia waren en gaf na de vondst van enkele volwassen exemplaren het diagnostisch materiaal de nieuwe naam Paluxysaurus. In 2011 en 2012 stelde Michael d'Emic dat Rose in zoverre gelijk had dat Astrodon en Pleurocoelus slechts als nomina dubia beschouwd moesten worden, maar dat diens Paluxysaurus een jonger synoniem was van de eerder beschreven reusachtige Sauroposeidon; de vermeende volwassen exemplaren van Paluxysaurus zouden nog steeds niet volgroeid zijn geweest. Sauroposeidon zou daarbij geen brachiosauride geweest zijn. Dit standpunt is echter omstreden. Een oplossing voor het probleem is moeilijk te bereiken omdat er geen consensus bestaat over in hoeverre een gedeelde herkomst als argument gebruikt mag worden om tot een identiteit te besluiten — is zo'n herkomst voldoende dan kan het hele materiaal Astrodon genoemd worden zolang er geen verschillen in vorm aangetoond zijn — en over de vraag of een mogelijk passen in een groeireeks een voldoende bewijs van identiteit oplevert — men zou ook kunnen menen dat het op het eerste gezicht bestaande vormverschil tussen Sauroposeidon en Paluxysaurus doorslaggevend moet zijn.